# 貝縣 (佛羅里達州)
貝縣（英語：Bay County）是美國佛羅里達州的一個縣，位於該州西部的佛羅里達狹地，南臨墨西哥灣。面積2,676平方公里。根據美國2000年人口普查，共有人口148,217。縣治巴拿馬市。
成立於1913年4月24日，縣名來自該縣的聖安德魯斯灣。